# Gare d'Aalborg
La gare d'Aalborg (en danois : Aalborg Banegård) est un terminus des lignes de chemin de fer de Randers à Aalborg et d'Aalborg à Frederikshavn (ligne du Vendsyssel).
C'est la principale gare ferroviaire de la ville d'Aalborg dans le Jutland, la quatrième ville la plus peuplée du Danemark. Elle est située au plein centre de la ville dans la partie sud-ouest du centre-ville historique.
Elle est exploitée par les entreprises ferroviaires chemins de fer danois (DSB) et Nordjyske Jernbaner. Elle est desservie par les InterCityLyn, pour Copenhague, et par les trains régionaux pour Skørping et Skagen.

## Situation ferroviaire
Établie à 4,4 mètres d'altitude, la gare d'Aalborg est située au point kilométrique (PK) 80,7 de la ligne de Randers à Aalborg et au PK 0,0 de la ligne d'Aalborg à Frederikshavn, entre les gares de Skalborg et d'Aalborg Vestby. En plus, une voie ferrée industrielle relie la gare avec le port industriel d'Aalborg. Les lignes vers Frederikshavn et Randers font partie de la ligne longitudinale du Jutland de l'est, la ligne de chemin de fer continue qui traverse toute la péninsule du Jutland et relie la frontière allemande au sud à la ville portuaire de Frederikshavn au nord.

## Histoire

### XIXesiècle

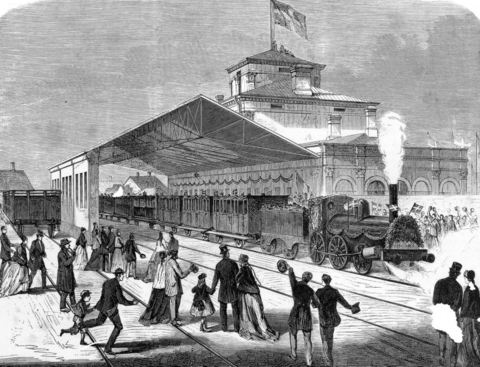
Xylogravure de 1869 montrant le premier train au départ de la gare d'Aalborg le 18 septembre 1869.

Le chemin de fer apparaît à Aalborg en 1869 avec l'ouverture de la nouvelle ligne ferroviaire de Randers à Aalborg, qui reliait pour la première fois la ville d'Aalborg au réseau ferroviaire danois. La gare d'Aalborg est inaugurée par le roi Christian IX le 18 septembre 1869 en tant que terminus nord de cette ligne. Le lendemain, les opérations quotidiennes ont commencé avec trois trains par jour dans chaque sens.
En 1879, une connexion est établie entre la gare d'Aalborg et Nørresundby grâce à l'ouverture du pont ferroviaire sur le Limfjord, qui a été ouvert à la circulation le 8 janvier. Ainsi, la gare d'Aalborg est devenue le terminus sud de la ligne Aalborg-Frederikshavn, qui à l'origine ne s'étendait que de Frederikshavn à Nørresundby, offrant des dessertes vers le nord.
En 1897 a ouvert la ligne Nørresundby-Fjerritslev (Fjerritslevbanen) et en 1899 la ligne Nørresundby-Sæby-Frederikshavn (Sæbybanen). Bien que ces deux lignes se trouvaient au nord du Limfjord, presque tous les trains partaient ou allaient à la Gare d'Aalborg. En 1899 a ouvert la ligne Aars-Nibe-Svenstrup qui reliait Aalborg à Nibe et Aars à travers la partie ouest de la péninsule de Himmerland (prolongée à Hvalpsund en 1910). Au début, les trains qui empruntaient cette ligne partaient de la gare de Svenstrup, mais à partir de 1902, ces trains ont été prolongés jusqu'à la gare d'Aalborg. En 1900, la gare d'Aalborg était aussi le point de départ de la ligne d'Aalborg à Hadsund qui reliait Aalborg à Hadsund à travers l'est du Himmerland.

### XXesiècle
La Sæbybanen a été abandonnée en 1968, tandis que les lignes vers Fjerritslev, Hvalpsund et Hadsund ont été abandonnées en 1969.

### XXIesiècle
En 2003, la gare d'Aalborg est devenue partie du nouveau service de banlieue Aalborg Nærbane qui dessert sept gares dans la région d'Aalborg entre Nørresundby au nord et Skørping au sud. En 2017, les services régionaux de la gare d'Aalborg à Skørping et Frederikshavn ont été transférés de DSB à l'entreprise ferroviaire regionale Nordjyske Jernbaner.

## Fréquentation de la gare
La station est utilisée quotidiennement par 6.027 voyageurs, faisant d'elle la sixième plus fréquentée à l'ouest du Grand Belt, la neuvième à l'extérieur de Communauté urbaine de Copenhague en 2013.

## Service des voyageurs

### Accueil

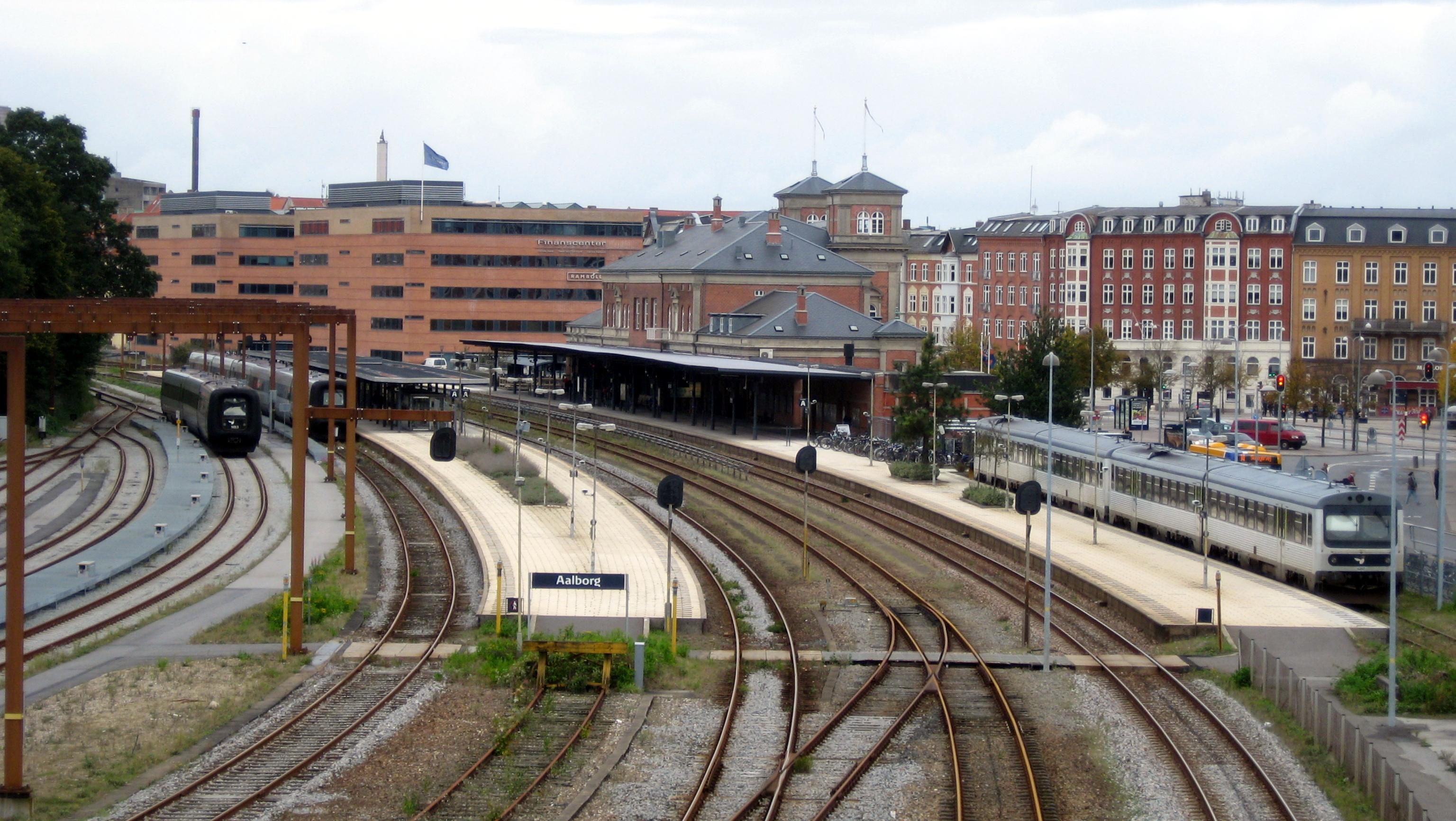
Les voies de la gare.

La gare est équipée d'un quai central et d'un quai latéral qui sont encadrés par quatre voies, ainsi que de voies de service. Le changement de quai se fait par un passage souterrain.
La gare dispose d'un hall principal d'accueil, ouvert de 4h45 à 0h15 en semaine et de 5h45 à 0h15 le weekend. Il abrite d'espaces d'information, de vente de billets, des machines en libre-service et des distributeurs de billets, des casiers à bagages, des toilettes payantes et un kiosque vendant nourriture, journaux, rafraichissements et friandises.
La gare est adaptée aux personnes à mobilité réduite.

### Desserte
À partir de la station partent des trains Intercity pour Frederikshavn et Copenhague, des trains régionaux en direction d'Aarhus et des trains locaux vers Skørping et Skagen.

## Patrimoine ferroviaire

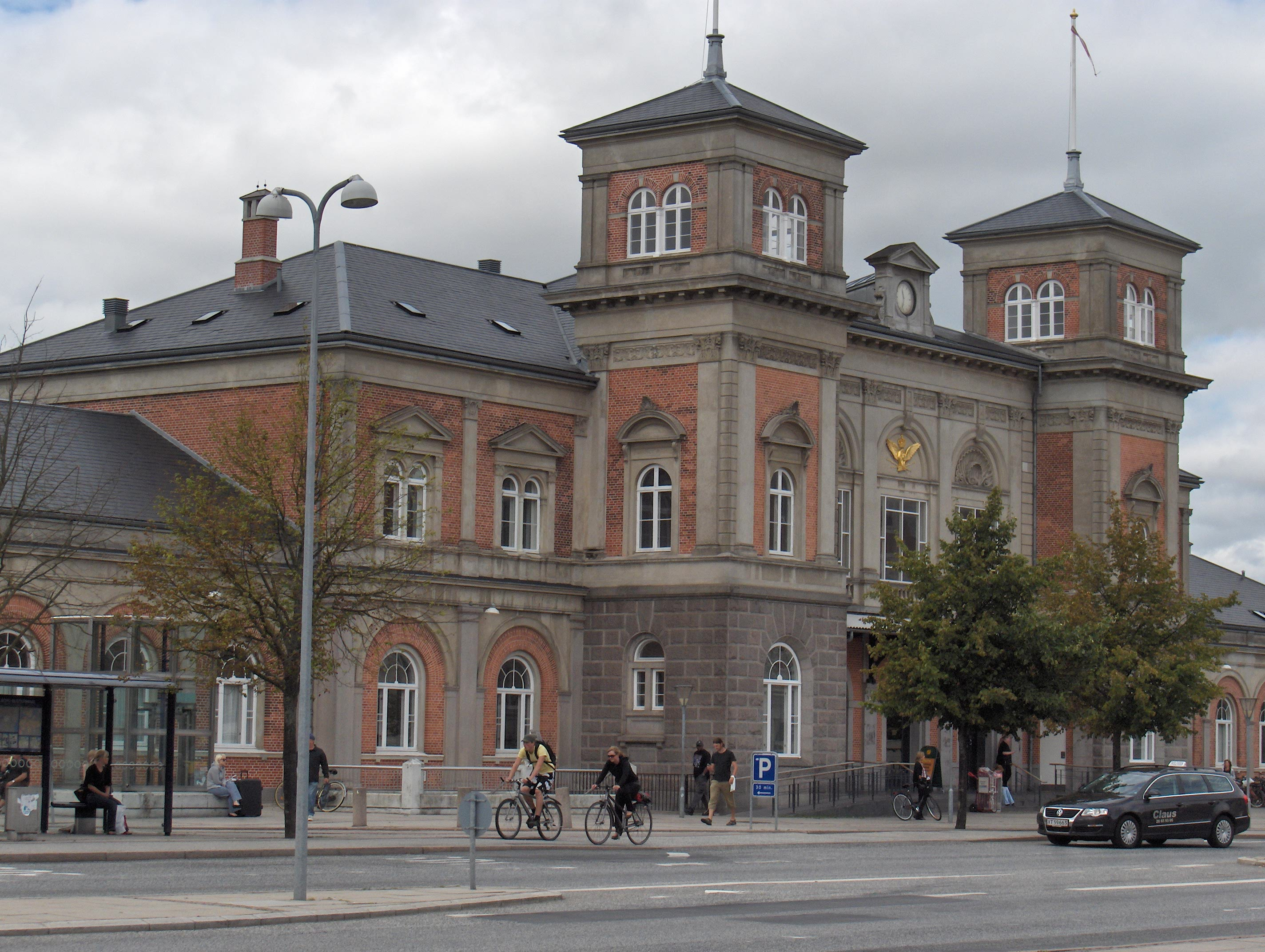
Le bâtiment d'accueil en 2007.

Le premier bâtiment d'accueil datant de 1869 est conçu par l'architecte danois Niels Peder Christian Holsøe. L'actuel bâtiment d'accueil est ouvert en 1902 et est conçu par l'architecte danois Thomas Arboe. Le bâtiment d'accueil a été classé au patrimoine en 1992.